# EN308
A EN308 é uma estrada nacional que integra a rede nacional de estradas de Portugal.
Esta estrada tinha como objetivo ser uma alternativa à EN103, mais a norte, entre Viana do Castelo e Bragança, mas esta estrada nunca foi completada, pelo que muitos dos troços perdeu importância e já não se encontram no Plano Rodoviário Nacional. Na verdade, o único troço que está designado como parte da EN308 é um que liga a EN201 a Caldelas. Os restantes troços foram municipalizados e perderam importância nacional.
Estava previsto ligar Darque (proximidades de Viana do Castelo) a Gimonte (proximidades de Bragança) num total de 312km.
Piadas locais (Paramio):
"A estrada foi construida por Portuguses liderados por um ingles e entao os Portugueses perguntavam se era or aqui a estrada e o ingles dizia: Yes, e eles faziam mais um S" assim explicando os Ss da estrada.
Ramais:
EN308-1: Vilar da Veiga - Portela de Loente

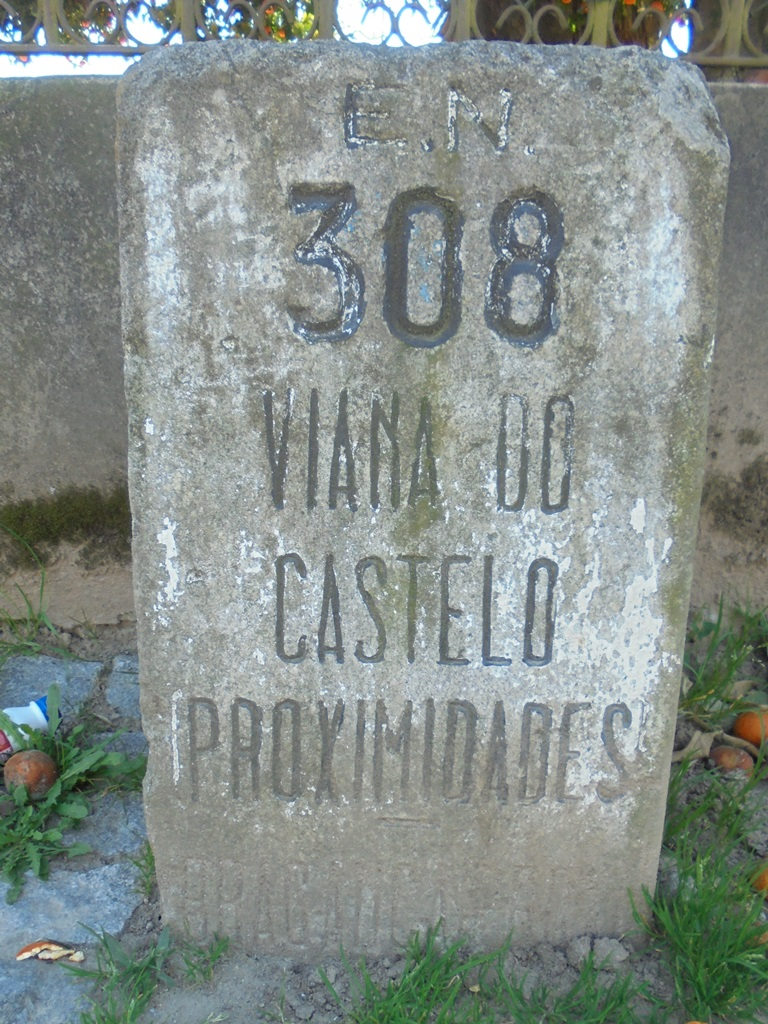
Marco Miriamétrico ao km50 em Besteiros (Amares)

(EN308-2: Para Moimenta) Projectada no PRN1945 que não foi concluído
EN308-3: Cova de Lua - Bragança
EN308-4: Paradela - Ferral
EN308-5: Covelães - Parada do Outeiro